# Кондо Хірокі (тенісист)
Кондо Хірокі (нар. 5 листопада 1982) — колишній японський тенісист.
Найвищу одиночну позицію світового рейтингу — 275 місце досяг 4 листопада 2013, парну — 179 місце — 12 квітня 2010 року.

## Фінали в парному розряді: 6 (3–3)
| Легенда                                     |
| Турніри Великого шолома (0/0)               |
| Фінали Світового туру ATP (0/0)             |
| Серія Мастерс 1000 Світового Туру ATP (0/0) |
| Серія 500 Світового туру ATP (0/0)          |
| Серія 250 Світового туру ATP (0/0)          |
| Тур ATP Челленджер (3/3)                    |

| Титули за покриттям |
| Тверде (2/1)        |
| Трава (0/0)         |
| Ґрунт (0/0)         |
| Килим (1/2)         |

| Результат | Ранг | Дата              | Турнір           | Покриття | Партнер      | Суперники у фіналі             | Рахунок             |
| Перемога  | 1.   | 19 листопада 2007 | Йокогама, Японія | Тверде   | Ґо Соеда     | Івабуті Сатосі Мацуї Тосіхіде  | 6–7(5), 6–3, [11–9] |
| Поразка   | 2.   | 3 березня 2008    | Кіото, Японія    | Килим    | Ґо Соеда     | Дітер Кіндльманн Мартін Сланар | 1–6, 5–7            |
| Перемога  | 3.   | 14 липня 2008     | Монктон, Канада  | Тверде   | Ґо Соеда     | Денієл Чу Аділ Шамасдін        | 6–2, 2–6, [12–10]   |
| Поразка   | 4.   | 4 серпня 2008     | Нью-Делі, India  | Тверде   | Івамі Тасуку | Джошуа Гудолл Джеймс Ворд      | 1–6, 5–7            |
| Поразка   | 5.   | 22 листопада 2010 | Тойота, Японія   | Килим    | Івамі Тасуку | Трет Х'юї Пурав Раджа          | 1–6, 2–6            |
| Перемога  | 6.   | 26 листопада 2011 | Тойота, Японія   | Килим    | Ї Чжухуань   | Ґао Пен Ґао Вань               | 6–4, 6–1            |